# Siphonolabrum mirabile
Siphonolabrum mirabile is een naaldkreeftjessoort uit de familie van de Anarthruridae. De wetenschappelijke naam van de soort is voor het eerst geldig gepubliceerd in 1972 door Lang.